# Spitrydates
Spitrydates, gr. Σπιθριδάτης Spithridátēs (IV wiek p.n.e.) – satrapa Lidii i Jonii podległy królowi perskiemu Dariuszowi III.
Był jednym z dowódców armii perskiej podczas bitwy nad Granikiem, w której wojska perskie zostały rozbite przez Macedończyków dowodzonych przez Aleksandra Wielkiego. W tej bitwie stracił rękę, raniony przez Klejtosa.